# Trond Giske

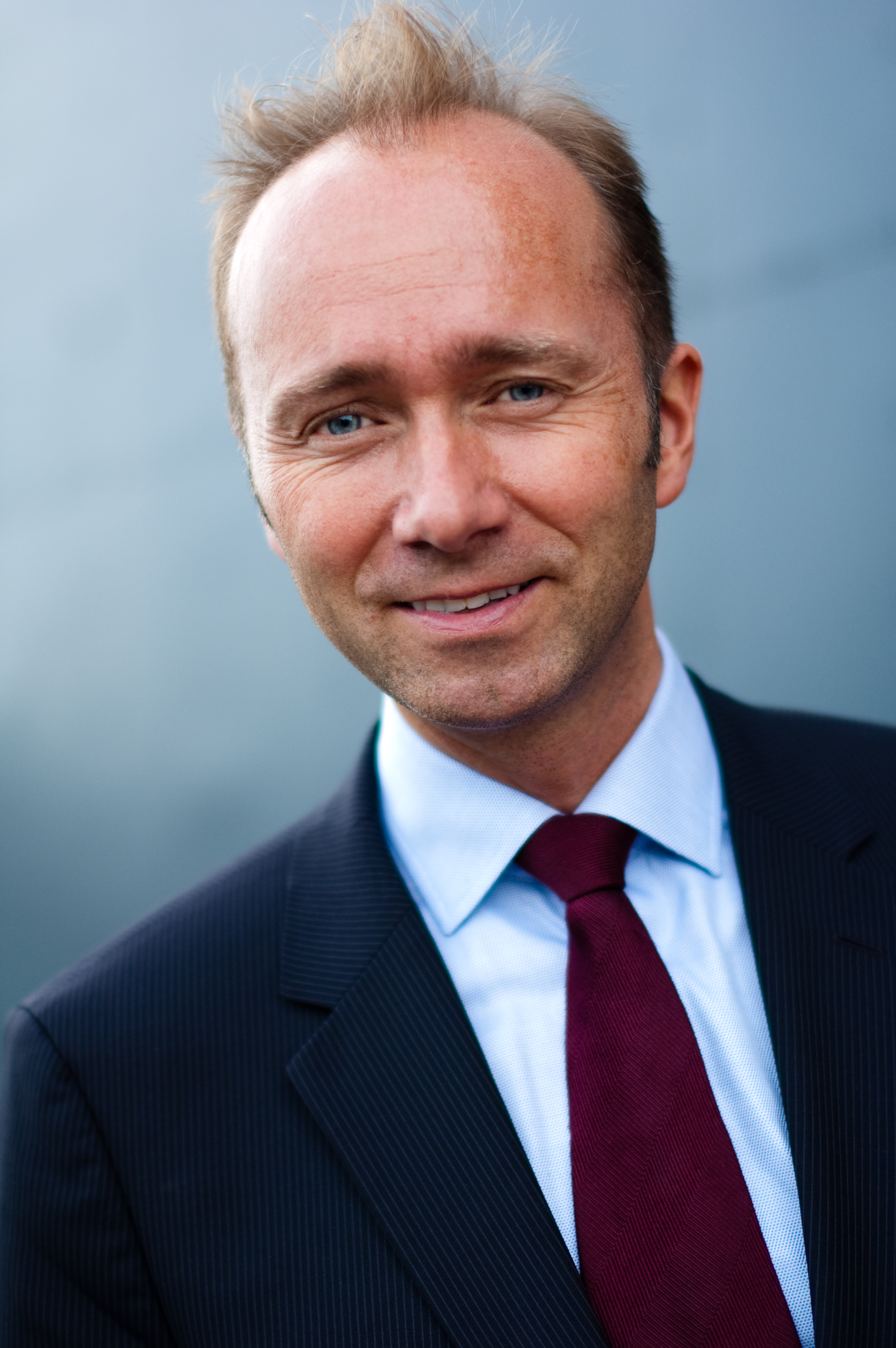
Trond Giske (2009)

Trond Giske, född 7 november 1966 i Trondheim, är en norsk politiker från Arbeiderpartiet. Giske var Norges näringsminister från 20 oktober 2009 till regeringsskiftet efter stortingsvalet 2013. Han var statsråd i Kultur- og kirkedepartementet 2005–2009. Giske var förbundsordförande i Arbeidernes ungdomsfylking (AUF) från 1992 till 1996, och styrelsemedlem i Sosialdemokrater mot EU från 1993 till 1994. Han blev första gången invald i Stortinget från Sør-Trøndelag 1997.
Giske har studerat nationalekonomi vid NTNU och statsvetenskap och rättsvetenskap vid Universitetet i Oslo.      